# Antoine Joseph Marie Valette
Pour les articles homonymes, voir Valette.
Antoine Joseph Marie Valette, né le 26 janvier 1748 à  Valence (Drôme), mort le 21 juillet 1823 à Grenoble (Isère), est un général français de la Révolution et de l’Empire.

## États de service
Il entre en service le 19 août 1766, comme sous-lieutenant au régiment de Boulonnais, il devient lieutenant le 1er août 1770, sous-aide major le 19 juin 1771, et il fait les campagnes de Corse jusqu’en 1775.
Il est obtient son brevet de capitaine en second le 17 mai 1783, et celui de capitaine commandant le 8 juin 1789. De 1792 à 1793, il sert à l’armée des Alpes, et il est nommé adjudant-général chef de brigade provisoire le 20 août 1793, au début du Siège de Lyon. Il est promu général de brigade le 23 septembre 1793, nomination approuvée le 6 novembre 1794. En mai 1796, il passe avec la division du général Vaubois à l’armée d’Italie, et le 10 juillet il est affecté à la division du général Masséna. 
le 2 août 1796, alors qu’il a reçu du général Bonaparte l’ordre de défendre jusqu’à la dernière extrémité, le poste de Castiglione, afin de retarder le plus longtemps possible la marche du maréchal Wurmser, il abandonne Castiglione, et se réfugie avec une partie de ses troupes à Montichiari. Accablé de reproche par le général Augereau, il est relevé de ses fonctions par le général en chef qui écrira au Directoire : "J’ai sur-le-champ, et devant sa troupe, suspendu de ses fonctions ce général, qui déjà avait montré très peu de courage à l’attaque de la Corona."Il sera transféré à la suite de l’armée. Le 11 août 1796, il se rend à Paris et demande à être traduit devant un conseil de guerre, mais le directoire refuse et le renvoie à l’armée d’Italie le 2 novembre 1796, dans la division du général Vaubois. Il est fait prisonnier de guerre dans un combat près de Rivoli le 17 novembre 1796, et il est remis en liberté en octobre 1797.
De retour en France, il est affecté à l’armée de Rome le 2 juin 1798, et le 22 mai 1799, il est mis en congé de réforme. Le 30 juillet 1799, il est remis en activité à l’armée des Alpes, et le 1er avril 1800, il obtient un poste dans la 9e division de l’armée d’Italie. 
Le 17 janvier 1801, il rejoint la 7e division militaire, comme commandant du département de la Drôme, et le 21 septembre 1801, il passe dans la 6e division militaire en tant que commandant des départements de l’Ain et du Doubs. Il est fait chevalier de la Légion d’honneur le 11 décembre 1803, et commandeur de l’ordre le 14 juin 1804.
Le 22 septembre 1806, il est chargé du commandement temporaire de la 6e division militaire, et en novembre 1809, il reprend le commandement du département du Doubs. Lors de la première restauration, il est confirmé dans son emploi par le roi Louis XVIII le 5 septembre 1814, et il est admis à la retraite le 24 décembre suivant.
Il meurt le 21 juillet 1823, à Grenoble.